# Olivera Injac
Olivera Injac   (Podgorica, 1972) (cirílic: Оливера Иcompuаaret) és professora universitària de seguretat i política independent de Montenegro que actualment (2022) exerceix el càrrec de ministra de Defensa en el Govern de Montenegro i el gabinet de Zdravko Krivokapic des del 4 de desembre de 2020, quan va substituir Predrag Bović, del partit democràtic.
Injac es va graduar a la Facultat de Filosofia de Nikšić el 1999 i va completar els seus estudis de postgrau el 2005 a la Facultat de Ciències Polítiques de Podgorica. Va defensar el seu màster a la Facultat de Ciències Polítiques de Podgorica, i es va doctorar amb el tema "Aspecte cultural de la seguretat internacional", el gener de 2011. Va treballar al Ministeri d'Afers Interns de Montenegro des del 2000 fins al 2007, com a part dels Serveis de Seguretat Pública i del Departament d'Analytics, com a assessora i analista independent. A la Universitat de Donja Gorica a Podgorica, treballa des del 2008 com a professora de seguretat. És l'única professora de seguretat a Montenegro.
El 27 de novembre de 2020, el Primer Ministre designat de Montenegro, Zdravko Krivokapić, la va nomenar candidata al Ministeri de Defensa en el nou gabinet del Govern de Montenegro.